# Gibson SG
Die Gibson SG ist ein E-Gitarren-Modell. Sie wird seit 1961 von dem US-amerikanischen Unternehmen Gibson hergestellt. Sie war ursprünglich als Nachfolgemodell der Gibson Les Paul vorgesehen.

## Geschichte
Ende der 1950er-Jahre sanken die Verkaufszahlen der E-Gitarren von Gibson. Um auf die Konkurrenz der Modelle von Fender, insbesondere der Fender Stratocaster und Fender Jazzmaster zu reagieren, wurden bei Gibson verschiedene neue Gitarrenmodelle entwickelt. Hauptaugenmerk lag dabei besonders auf dem modernen Design der Gitarren, da sich Gibson vom Image des konservativen Jazzgitarrenbauers lösen wollte. Das Vorgängermodell Gibson Les Paul wurde 1961 vollständig aus dem Programm genommen und durch das im selben Jahr entwickelte Nachfolgemodell Les Paul SG ersetzt. Die Buchstaben „SG“ sollten unterstreichen, dass es sich bei dieser Gitarre um eine E-Gitarre mit massivem Korpus handelt („Solidbody Guitar“). Der auffälligste Unterschied zum Design der Les Paul war der Korpusausschnitt auf beiden Seiten des Griffbretts (Double-Cutaway). Dieser sollte der SG ein modernes Aussehen geben und die Bespielbarkeit der hohen Bünde erleichtern.
Der Gitarrist und Tontechniker Lester William Polfus (Künstlername „Les Paul“), der Namensgeber und Mitentwickler der Gibson Les Paul war, zeigte sich mit dem neuen Modell SG unzufrieden. Insbesondere missfiel ihm dessen Korpusform („Jemand wird sich an den spitzen Hörnern noch verletzen“). Die Hörner empfand er für sein schnelles Spiel als hinderlich. Da Les Pauls Vertrag bei Gibson 1962 auslief, zog er sich offiziell zurück. Die Modellbezeichnung „Les Paul SG“ wurde daraufhin zu „SG“ verkürzt. In späteren Interviews erinnerte sich Les Paul, dass der Hauptgrund für seinen Rückzug in Wirklichkeit nicht so sehr die ungeliebte neue Form der SG war, sondern die anstehende Scheidung von seiner Ehefrau und Duopartnerin Mary Ford. Les Paul befürchtete hohe Unterhaltszahlungen an seine Noch-Ehefrau und war an einer lukrativen Vertragsverlängerung mit Gibson nicht interessiert. Höhere Einnahmen hätten für Les Paul höhere Zahlungen bedeutet, weshalb er sich zu dieser Zeit fast ganz aus dem Musikgeschäft zurückzog.
Als die Nachfrage nach dem ursprünglichen Les-Paul-Modell in den 1960er-Jahren wieder anstieg, nahm Gibson diese Gitarre 1968 zurück ins Programm. Seit dieser Zeit werden die Modelle SG und Les Paul parallel produziert.

## Konstruktion
Korpus und Hals der Gitarre bestehen nahezu komplett aus Mahagoni, nur der in den Korpus eingeleimte Hals trägt ein Griffbrett aus Palisander. Dem Korpus fehlt im Vergleich zur Les Paul die aufgeleimte Decke aus Ahornholz. Weiter ist der Korpus kleiner und dünner, wodurch die Gitarre im Verhältnis zur Les Paul sehr leicht ist. Die Mensur beträgt gewöhnlich 24,75 Zoll (628 mm).
Als Tonabnehmer dienten anfangs „P.A.F“-Humbucker, die später durch die moderneren 490R- und 498T-Modelle ersetzt wurden. Weitere Versionen der SG besitzen verschiedene Tonabnehmerbestückungen wie P-90-Singlecoils (Modell „Special“) oder bis zu drei Humbucker (Modell „Custom“).
Die Gitarren der ersten Baujahre waren mit einem Vibratosystem ausgestattet, bei dem der Hebel seitwärts bewegt wird (parallel zum Schlagbrett). Ab 1963 verwendete man das populärere Maestro Vibrola, seltener auch ein Bigsby. Seit den frühen 1970er Jahren haben SGs für gewöhnlich einen Stoptail-Saitenhalter wie eine Les Paul.

## Modelle
Die Modelle der SG orientieren sich an den verschiedenen Versionen der Les Paul. Neben der „Standard“ (zwei Humbucker-Pickups mit Chromkappen, einfache beigefarbene Einfassung (Binding) des Griffbretts, Griffbretteinlagen in Trapezdesign, chromfarbene Hardware) ist das Modell „Custom“ erhältlich, das vor allem optisch aufgewertet ist (mehrfaches beige/schwarz gestreiftes Binding um die Kopfplatte, goldfarbene Hardware, teilweise ein Griffbrett aus Ebenholz, Griffbretteinlagen aus blockförmigen Perlmutt, teilweise drei Humbucker-Pickups). Das untere Preissegment wird mit verschiedenen Modellen der „Special“- und „Junior“-Serien bedient, die meist optisch und technisch einfacher ausgestattet sind (fehlendes Binding, P90-Pickups, „Dotinlays“ etc.).
Gibson baute auch einige E-Bässe mit gleicher Korpusform, den EB-0 mit einem großen Humbucker am Hals und den EB-3 mit einem zusätzlichen kleinen Humbucker am Steg. Wie alle frühen Gibson-Bässe besaßen auch diese Modelle eine Short-Scale-Mensur von 30,5 Zoll. Der EB-3 wurde in den späten 1960er-Jahren vor allem durch den Cream-Bassisten Jack Bruce bekannt, erlangte aber aufgrund des speziellen Klangverhaltens letztlich dennoch keine ganz große Popularität: Zwar lieferten diese Modelle aufgrund ihrer Vollmahagoni-Konstruktion und der Tonabnehmerbestückung einen enorm tragkräftigen Ton mit fundamentalem Tiefbass, aber es fehlte dem Klang an Höhen und Brillanz. Viele der damaligen Bassanlagen konnten diesen Bass-Sound zudem nicht mit angemessen festen Konturen übertragen, was in einem recht dumpfen, dröhnenden und undifferenzierten Klang resultierte.
Neben Gibson selbst bietet die zum Gibson-Konzern gehörende Firma Epiphone ebenfalls verschiedene SG-Modelle an. Die Produktpalette reicht von günstigen Einsteigerinstrumenten mit geschraubten oder auch geleimten Hälsen bis hin zu hochwertigen Kopien aus der in Japan gefertigten Elitist-Serie. Das Modell Epiphone SG G-400 ist eine Kopie der Gibson SG Standard aus dem Jahre 1961, das Modell Epiphone G-310 ein Nachbau der Gibson SG Special.

## Die Gibson SG in der Musik

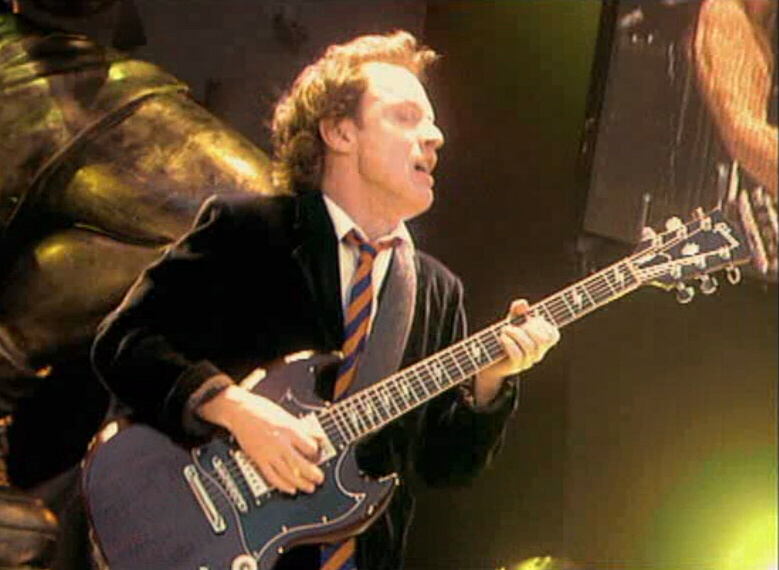
Angus Young (AC/DC) mit Signature Gibson SG

Durch die Humbucker-Bestückung hat auch die Gibson SG einen warmen, für Gibson-Instrumente typischen druckvollen Klang. Bedingt durch den dünnen, massiven Mahagonikorpus ist der Klang der SG meist viel direkter und perkussiver als bei den übrigen Modellen. Aus diesem Grund bietet sich der Ton der SG vor allem bei verzerrten Klängen in der Rockmusik an.
Prominente Gitarristen, die eine Gibson SG spielen oder spielten, sind Frank Zappa, Carlos Santana, Frank Marino, Tony Iommi von Black Sabbath (Linkshänder-Version), Richie Sambora von Bon Jovi, Pete Townshend von The Who (SG Special), Gary Rossington von Lynyrd Skynyrd, George Harrison von The Beatles und Mick Taylor, vor allem zu seiner Zeit bei den Rolling Stones. Eric Clapton spielte in seiner Zeit bei Cream neben anderen Gibsonmodellen ebenfalls eine SG, die von der niederländischen Künstlergruppe „The Fool“ handbemalt worden war. John Cipollina von Quicksilver Messenger Service bzw. Copperhead war fast sein komplettes Leben diesem Gitarrentyp treu. Jerry García von den Grateful Dead als auch Duane Allman und Dickey Betts von den Allman Brothers Band waren zeitweilige SG-Spieler. Musiker Ian MacKaye von der Hardcore-Punk-Band Minor Threat spielt für gewöhnlich eine weiße Gibson SG. Rich Robinson von den The Black Crowes als auch Derek Trucks sind junge Gitarristen mit Vorliebe für dieses Modell. Auch der Berliner Künstler Manuel Göttsching verwendete eine SG seit den 1970ern auf allen seiner Alben, auf denen eine Gitarre zu hören ist, und tritt mit ihr bis heute regelmäßig auf.
Legendär geworden ist Angus Young von AC/DC, der auf der Bühne nahezu ausschließlich eine SG spielt. Young besitzt nach eigenen Angaben eine umfangreiche Sammlung von Gitarren des Typs, in der sich von jedem Jahrgang einige Modelle befinden sollen. Aus diesem Grund wurden Angus Young zwei eigene Signature-SG-Modelle und ein „Tribute“-SG-Modell von Gibson gewidmet. Weitere Signature-Instrumente sind auch für Townshend, Iommi und Robby Krieger von The Doors hergestellt worden.
Jack Bruce von Cream gehörte in den 1960er Jahren neben Andy Fraser von Free und Felix Pappalardi von Mountain zu den wenigen berühmten Musikern, die einen SG-Bass verwendeten. Jim Lea (Slade) spielte in den 1970er/80er-Jahren einen modifizierten EB 3. Sein Bass hatte einen dritten Tonabnehmer. Mike Oldfield spielte neben seinen Fender Gitarren auch SG Juniors, von denen er drei Modelle besaß (1962, 1963, 1966), eine davon mit einem Gitarrensynthesizer nachgerüstet; 2006 verkaufte Oldfield zwei seiner SG Junior Gitarren für wohltätige Zwecke.
Auch in Konsolenspielen ist die Gibson SG bekannt geworden. In dem Spiel Guitar Hero II wird eine Gibson SG im Maßstab 3/4 als Gitarrencontroller verwendet.